# Модель теплоємності Ейнштейна
Запропонована Ейнштейном модель теплоємності твердого тіла виходить з припущення, що тверде тіло складається з осциляторів з певною власною частотою {\displaystyle \omega }, які підкоряються статистиці, аналогічній статистиці світлових квантів у теорії випромінювання абсолютно чорного тіла Планка

## Математичне формулювання
Для системи, що складається з N тривимірних осциляторів, внутрішня енергія задається фомулою
{\displaystyle U=3N{\frac {\hbar \omega }{e^{\hbar \omega /k_{B}T}-1}}},
де {\displaystyle \hbar } — приведена стала Планка, {\displaystyle k_{B}} — стала Больцмана, T — абсолютна температура.
Відповідно, теплоємність: 
{\displaystyle C_{V}=\left({\frac {\partial U}{\partial T}}\right)_{V}=3k_{B}N\left({\frac {\hbar \omega }{k_{B}T}}\right)^{2}{\frac {e^{\hbar \omega /k_{B}T}}{\left(e^{\hbar \omega /k_{B}T}-1\right)^{2}}}}

## Успіхи й недоліки
Теорія Ейнштейна пояснює закон Дюлонга-Пті при високих температурах і падіння теплоємності до нуля при низьких температурах, однак не може кількісно відтворити закон цього падіння. Недоліком теорії є те, що вона не враховує взаємодію між осциляторами. Врахувавши таку взаємодію в 1912 році Петер Дебай побудував теорію теплоємності, яка правильно відтворює кубічну залежність теполоємності від температури при низьких температурах (закон Дебая).
Теорію Ейнштейна можна також з успіхом застосовувати для обчислення вкладу в теплоємність оптичних фононів, нехтуючи їхньою дисперсією.